# Gosti iz galaksije
Gosti iz galaksije (tjeckiska: Monstrum z galaxie Arkana) är en jugoslavisk/tjeckoslovakisk science-fiction-film från 1981 regisserad av Dušan Vukotić efter ett manus av Vukotić och Miloš Macourek. Utomjordingarna designades av Jana Švankmajer.
Filmen hade världspremiär 1981 på Trieste Science+Fiction Festival och gick upp på bio i Jugoslavien 1 juli 1981 och senare 1 juli 1982 i Tjeckoslovakien.

## Handling
Robert är en science fiction-författare som upptäcker att han kan materialisera sina tankar. På grund av detta anländer en grupp utomjordingar till jorden, ledda av visionären Andra, som känner tillgivenhet för Robert. Det gillar inte hans flickvän Bibi alls. Med utomjordingarna följer monstret Mumu...

## Rollista
- Žarko Potočnjak – Robert
- Lucie Žulová – Biba
- Ksenija Prohaska – Andra
- Jasminka Alić – Lul
- Rene Bitorajac – Targo
- Ljubiša Samardžić – Toni
- Ivana Andrlová – Gábi
- Cvijeta Mesić – Cecílie
- Markéta Fišerová – Stela
- Karel Augusta – Stelas pappa
- Hermina Pipinić – Stelas mamma
- Helena Růžičková – tant Švarcová
- Petr Drozda – Mumu
- Václav Štekl – psykiatriker
- Magdaléna Holendrová – professorshustru
- Edo Peročević – chefredaktör
- Dana Hlaváčová – Olga, professorshustru
- Věra Kalendová – herr Papová
- Václav Štercl – bokhandlare
- Zvonko Lepetić – väktare
- Zdena Burdová – Adéla
- Jitka Zelenohorská – Lela
- Bohuslav Kupšovský – munspelsspelare
- Věra Šperová – Roberts pappa / man med bröst
- Ivo Gregurević – Roberts kamrat
- Zdena Rulcová – flicka på bröllopet
- Hana Charvátová – flicka på bröllopet
- Hana Forejtová – flicka på bröllopet
- Karel Engel – pojke på bröllopet
- Zdenka Heršak
- Ivan Anthon – dockspelare
- Josef Podsedník – dockspelare
- Jana Prachařová – dockspelare
- Jaroslav Vidlař – dockspelare
- Helena Veselá – dockspelare
- Jaroslava Zelenková – dockspelare[7][8]

## Produktion
Filmen spelades in i Dubrovnik medan inomhusscenerna spelades in i den tjeckiska studion Barrandov.

## Musik
Filmmusiken skrevs av kompositören Tomislav Simović och spelades in vintern 1980. Soundtracket är det första helt elektroniska soundtracket till en långfilm från Kroatien och Jugoslavien.
Originalbanden med filmmusiken på ansågs länge vara förlorade men återupptäcktes 2017 och restaurerades i Cedar Audio-studion i Cambridge och utgavs senare på vinyl av skivbolaget Fox & His Friends.
| #  | Kroatisk titel                                   | Engelsk titel                                | Längd |
| -- | ------------------------------------------------ | -------------------------------------------- | ----- |
| 1  | Dodirni Me (Ljubavna Tema)                       | Touch Me (Love Theme)                        | 1:41  |
| 2  | Roberte, Kava Je Na Stolu                        | Robert, Coffee Is On The Table               | 3:03  |
| 3  | Gosti Iz Galaksije (Glavna Tema I & II)          | Visitors From The Galaxy (Main Theme I & II) | 4:15  |
| 4  | Vrijeme Je Da Se Upoznamo                        | It’s Time To Meet                            | 1:50  |
| 5  | Sat Anatomije (Mumu)                             | Anatomy Class (Mumu)                         | 6:19  |
| 6  | Zemaljska Sila Teže Zamara                       | Earth’s Gravity Wears You Out                | 1:05  |
| 7  | Da Li Smo Spremni Za Taj Susret?                 | Are We Ready For This Encounter?             | 3:07  |
| 8  | Andra, Targo I Ulu                               | Andra, Targo And Ulu                         | 4:19  |
| 9  | Biba Je Promijenila Oblik                        | Biba Changed Shape                           | 4:52  |
| 10 | U Nerješivim Situacijama Vraćamo Vrijeme Unatrag | In Impossible Situations We Turn Back Time   | 3:40  |
| 11 | Pozdravlja Te Mumu (Odjava)                      | Mumu Says Hi (End Credits)                   | 0:50  |